# 최원숙
최원숙은 대한민국의 보건인이다.

## 경력
- 2020년 고려대학교 평생교육원 명강사최고위과정 후원회장

## 수상
- 2020년 올해의 부부상 일반인부부 대상